# Biskoupky

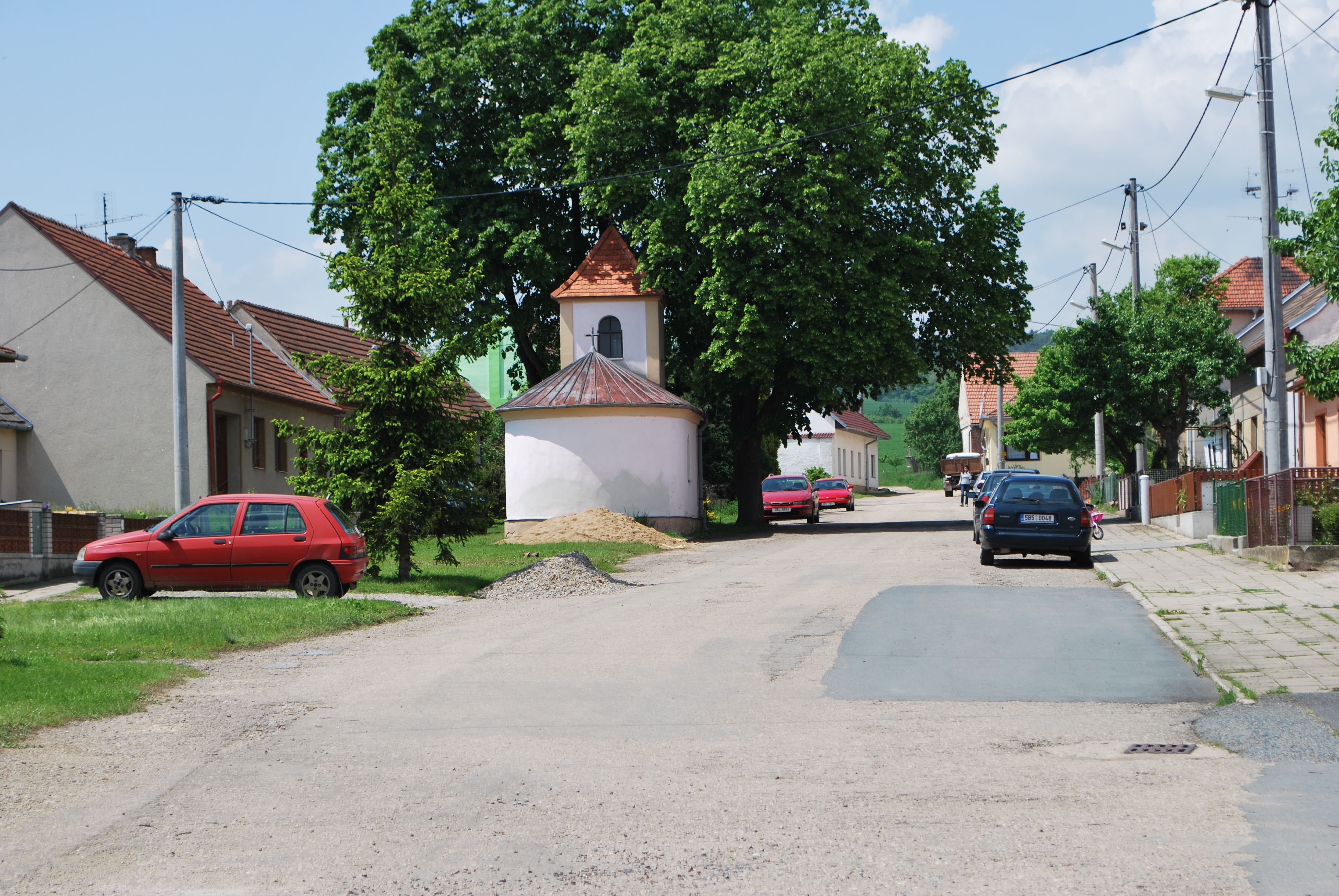
Dorfplatz

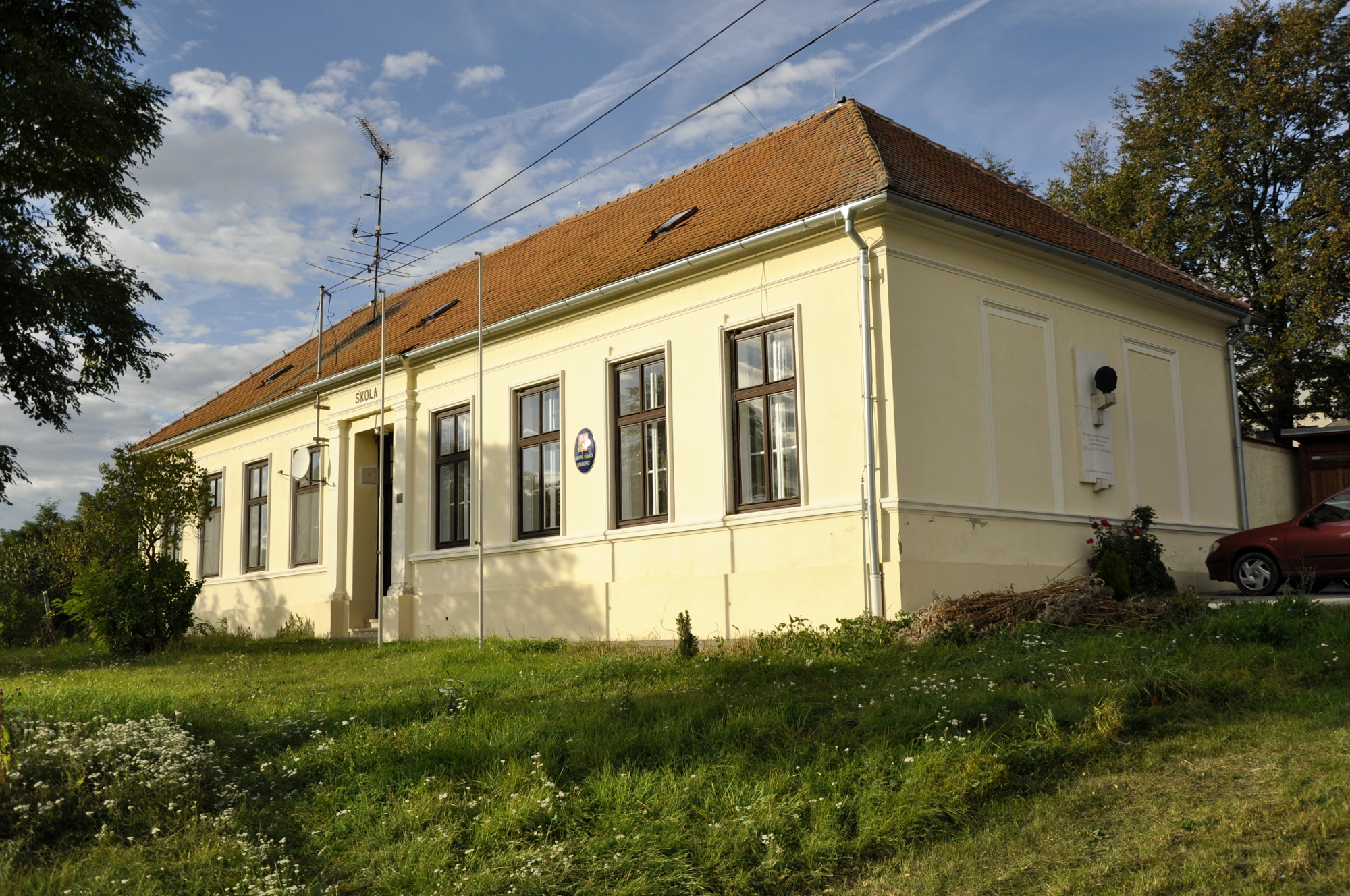
Schule

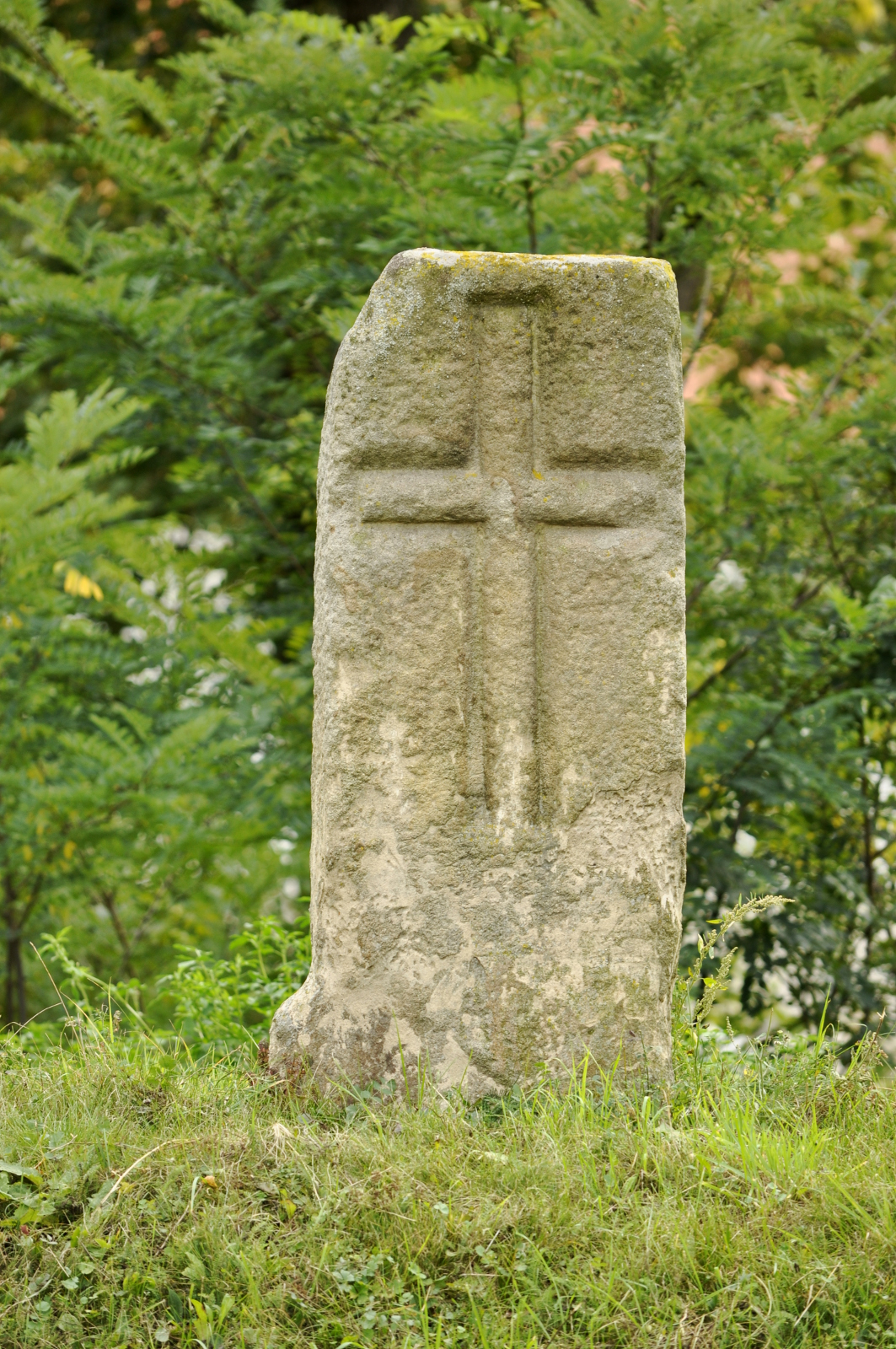
Sühnestein

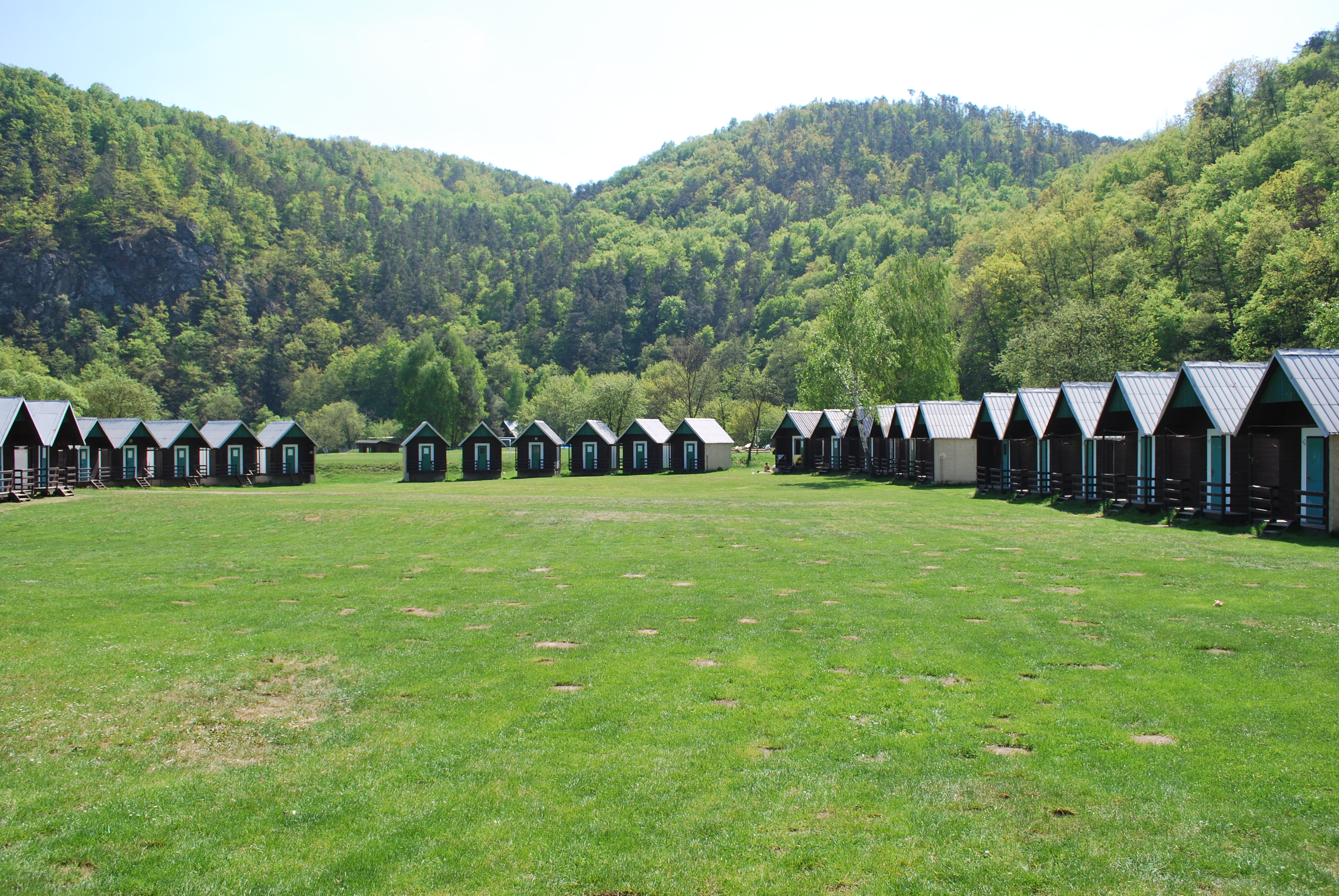
Camp unter der Ruine Templštejn

Biskoupky (deutsch Biskupka, auch Biskoupka) ist eine Gemeinde in Tschechien. Sie liegt sieben Kilometer westlich von Ivančice und gehört zum Okres Brno-venkov. Auf 583 Hektar leben dort 194 Einwohner (Stand 1. Januar 2023).

## Geographie
Biskoupky befindet sich linksseitig über dem tief eingeschnittenen Jihlavatal in der Jevišovická pahorkatina (Jaispitzer Hügelland) im Süden der Böhmisch-Mährischen Höhe. Unterhalb des Dorfes entspringt der Bach Trnovec. Nördlich erhebt sich der U Oběšeného (369 m n.m.), im Süden der Záklaty (384 m n.m.), südwestlich der Vrabčí kopec (389 m n.m.) mit der Burgruine Templštejn sowie im Nordwesten der Biskoupský kopec (397 m n.m.). Das Dorf liegt im Naturpark Střední Pojihlaví.
Nachbarorte sind Čučice im Norden, Nová Ves im Nordosten, Ivančice, Letkovice und Alexovice im Osten, Hrubšice, Budkovice und Rokytná im Südosten, Polánka, Dobřínsko und Jamolice im Süden, Horní Dubňany und Dukovany im Südwesten, Kozínek und Lhánice im Westen sowie Kladeruby nad Oslavou und Senorady im Nordwesten.

## Geschichte
1131 wurde der Ort erstmals erwähnt. Nach der Überlieferung soll der Name des Ortes von Bischöfen stammen, die ihn damals Biskupský dvorec nannten. Weitere Eigentümer waren 1445 Jan Purkant und seit 1543 Christoph von Waldstein, der hier auch eine Feste erstellen ließ. 1573 verkaufte dieser den Ort mit den Höfen, Mälzerei, Bäckerei, Brauerei, Schmiede und Schäferei an Ladislaus den Jüngeren von Lobkowicz. Seit 1622 ist ein Gemeindesiegel, das eine Hippe zeigt, nachweislich. Im Dreißigjährigen Krieg wurde der Ort völlig verwüstet, noch 1656 lagen 16 der 22 Anwesen wüst. Unter der Herrschaft der Kaiserin Maria Theresia und ihres Sohnes Joseph II. waren die Grundstücke unter den Untertanen aufgeteilt, die dafür emphyteutische Pacht zahlen mussten. 1834 brannten 31 Häuser ab und wurden bald mit Unterstützung der Allgemeinen wechselseitigen Brandversicherungsanstalt in steinerner Ausführung wieder aufgebaut.
Im Jahre 1835 bestand das im Znaimer Kreis gelegene Dorf Biskupka aus 37 Häusern, in denen 177 Personen lebten. Im Ort gab es einen herrschaftlichen Meierhof. Pfarr- und Schulort war Řeznowitz. Bis zur Mitte des 19. Jahrhunderts blieb Biskupka der Fideikommiss-Primogeniturherrschaft Mährisch-Krummau untertänig.
Nach der Aufhebung der Patrimonialherrschaften bildete Biskupsko / Biskupka ab 1849 eine Gemeinde im Gerichtsbezirk Mährisch Kromau. Ab 1869 gehörte Biskupsko zum Bezirk Mährisch Kromau, zu dieser Zeit in dem Dorf 203 Personen. Seit dem Ende des 19. Jahrhunderts wurde Biskoupka, Biskupsko und Biskoupky alternativ als Ortsnamen verwendet. 1893 erfolgte der Bau einer Schule. Beim Zensus von 1921 lebten in den 52 Häusern der Gemeinde 265 Tschechen. 1924 wurde Biskoupky zum amtlichen Ortsnamen bestimmt. Die Elektrifizierung des Ortes erfolgte 1927. Am 29. Juni 1930 wurde die Freiwillige Feuerwehr gegründet. Nach der deutschen Besetzung wurde die Gemeinde 1939 in den Gerichtsbezirk Eibenschütz und Kreis Brünn-Land umgegliedert; bis 1945 gehörte Biskoupky / Biskoupka zum Protektorat Böhmen und Mähren. In der Endphase des Zweiten Weltkrieges agierte in der Gegend die Partisanengruppe „Josef Hybeš“. Am 17. April 1945 wurden alle Männer des Dorfes ab dem Alter von 14 Jahren von den deutschen Besatzern verhaftet und auf ein Gut in Nová Ves abtransportiert; die herannahende Front verhinderte die vorgesehene Erschießung. Am 2. Mai nahm die Rote Armee den Ort ein. Nach dem Kriegsende erfolgte die Wiederherstellung der alten Bezirksstrukturen. Im Jahre 1950 hatte Biskoupky 254 Einwohner. Im Zuge der Gebietsreform und der Aufhebung des Okres Moravský Krumlov wurde die Gemeinde am 1. Juli 1960 dem Okres Brno-venkov zugewiesen. Im selben Jahr errichtete die Královopolska strojírna zwei Kilometer flussaufwärts gegenüber der Ruine Templštejn an der Jihlava ein Pionierlager. Die Schule wurde 1967 wegen zu geringer Schülerzahl geschlossen. Zum 1. Januar 1986 erfolgte die Eingemeindung nach Oslavany, seit dem 24. November 1990 besteht die Gemeinde Biskoupky wieder. Beim Zensus von 2001 lebten in den 69 Häusern von Biskoupky 177 Personen.

## Gemeindegliederung
Für die Gemeinde Biskoupky sind keine Ortsteile ausgewiesen. Das Gemeindegebiet bildet den Katastralbezirk Biskoupky na Moravě.

## Sehenswürdigkeiten
- Kapelle St. Peter und Paul auf dem Dorfplatz, erbaut 1840
- Sühnestein aus dem 17. Jahrhundert, am Ortsausgang nach Hrubšice
- mehrere Flurkreuze
- Alte Schule, Geburtshaus von Vítězslav Nezval
- Ruine der Burg Templštejn, südwestlich über der Jihlava
- Gedenkstein für die Gefallenen des Ersten Weltkrieges, gegenüber der Schule, enthüllt 1938
- Naturreservat Velká skála
- Naturdenkmale Biskoupský kopec, Biskoupská hadcová step und Pustý mlýn

## Söhne und Töchter der Gemeinde
- Vítězslav Nezval (1900–1958), tschechischer Dichter, Schriftsteller und Übersetzer